# Ongaku no Kodomo wa Mina Utau
Ongaku no Kodomo wa Mina Utau (音楽の子供はみな歌う ) é o quarto álbum de estúdio da banda de rock japonesa Sambomaster.

## Lista de faixas
1. Hikari no Rock (光のロック, Rock brilhante)
2. Yureru Love Man no Theme (揺れるラブマンのテーマ)
3. Aisuru Koto no Subete (愛することのすべて, Tudo o que você ama)
4. Shōnen Electric (少年エレクトリック, Rapaz Elétrico)
5. Very special!!(Album version) (very special!!（アルバムバージョン）)
6. Orufe vs Goodbye, High School (オルフェvsグッバイハイスクール, Orfeu vs. Adeus, Ensino Médio)
7. Good Morning Sentimental Woman (グッドモーニング センチメンタルウーマン)
8. Hikari Hitoshizuku (ひかりひとしずく)
9. 21 Seiki Shōnen Shōjo (21世紀少年少女, Garotos e garotas do Século 21)
10. Haru nandesu (春なんです, É primavera)
11. Seishun no Beru Narippanashi (青春のベル鳴りっぱなし)
12. Atarashii Asa (新しい朝, Novo amanhã)
13. I Love You (Album Version)

- Hikari no Rock - Tema do filme do animê Bleach "The DiamondDust Rebellion")
- Yureru Love Man no Theme Tema de comercial da FLET'S Hikari da NTT-EAST Live On